# Papilio polymnestor
Papilio polymnestor, el mormón azul, es una mariposa grande papiliónida encontrada en Sri Lanka e India del Sur. Es la mariposa estatal del estado indio de Maharashtra.

## Descripción

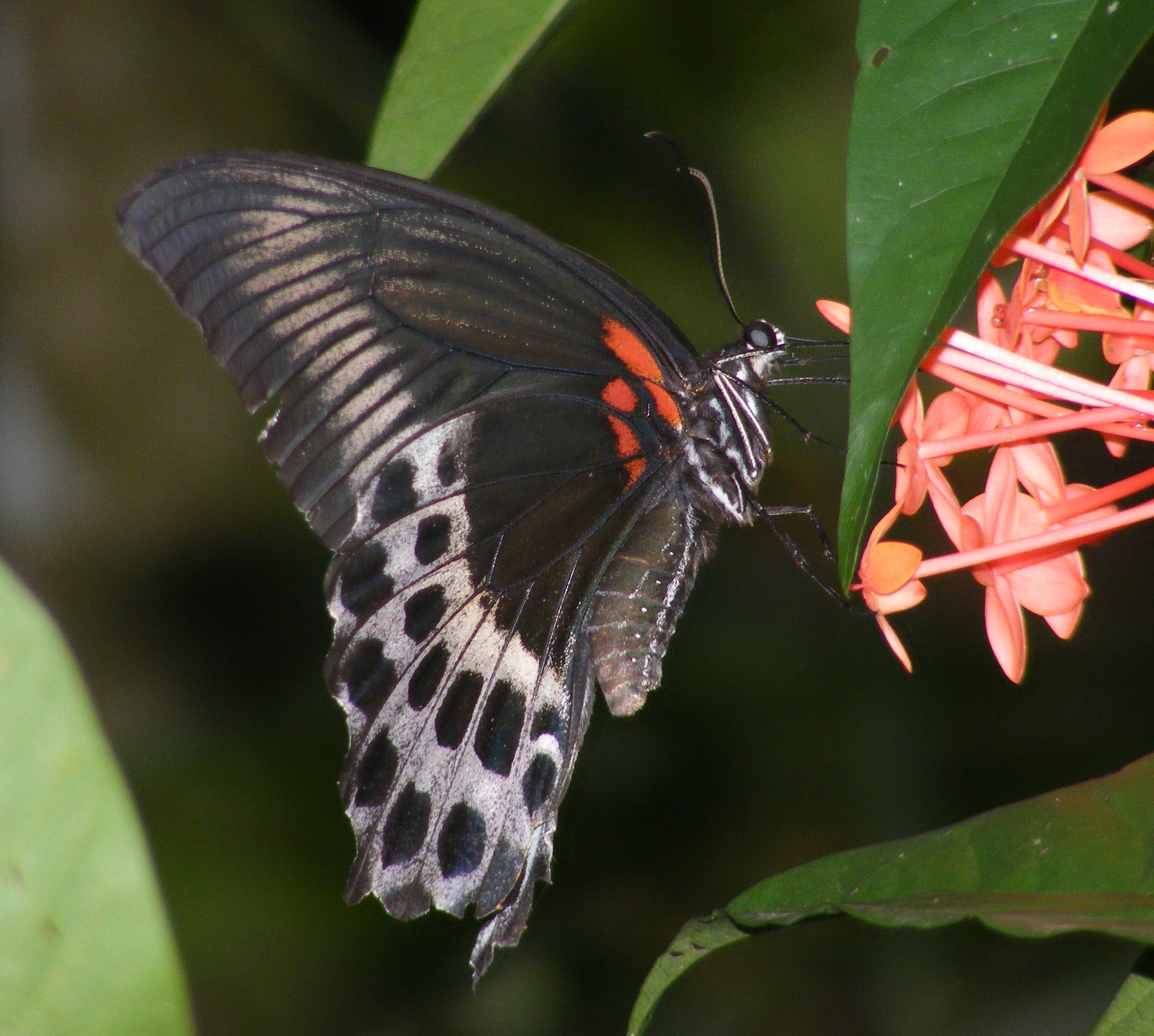
Mormón azul. Reverso

Los machos tienen la superficie superior de las alas de color negro aterciopelado. El ala anterior tiene una banda postdiscal compuesta de vetas azules anchas internervulares, acortadas y desapareciendo gradualmente, que no se extienden más allá del espacio intermedio 6.
El ala posterior tiene las tres cuartas partes de la zona marginal más allá de una línea que cruza el tercio apical de la celda azul pálido, o azul grisáceo, con series postdiscal, submarginal y marginal superpuestas de manchas negras—las manchas postdiscales son alargadas, internamente cónicas; las submarginales son ovaladas, ubicadas en los espacios intermedios, las marginales son irregulares, ubicadas a lo largo de los ápices de las venas y más o menos unidas con las manchas submarginales.
La parte inferior es negra y en la base de la celda de ala anterior hay una mancha alargada de color rojo oscuro; la zona postdiscal es atravesada por una serie de rayas como en la parte superior pero de color gris con tonos de ocre extendidas hasta la costa; algunos especímenes tienen rayas similares pero estrechas también en la celda. Alas posteriores con cinco pequeñas manchas irregulares de color rojo en la base, las tres cuartas partes externas del ala gris con toques de ocre, pero generalmente más angostas que el azul en la parte superior; el margen interno del área gris cruza el ala más allá de la celda; las zonas postdiscal y submarginal presentan manchas negras como en la parte superior. En algunos especímenes esta área gris está muy restringida, y su margen interno cruza el ala mucho más allá del ápice de la celda; las manchas de la zona submarginal se fusionan completamente con las de la zona marginal y forman una banda negra terminal relativamente amplia. Antenas, cabeza, tórax y abdomen de color marrón negruzco.

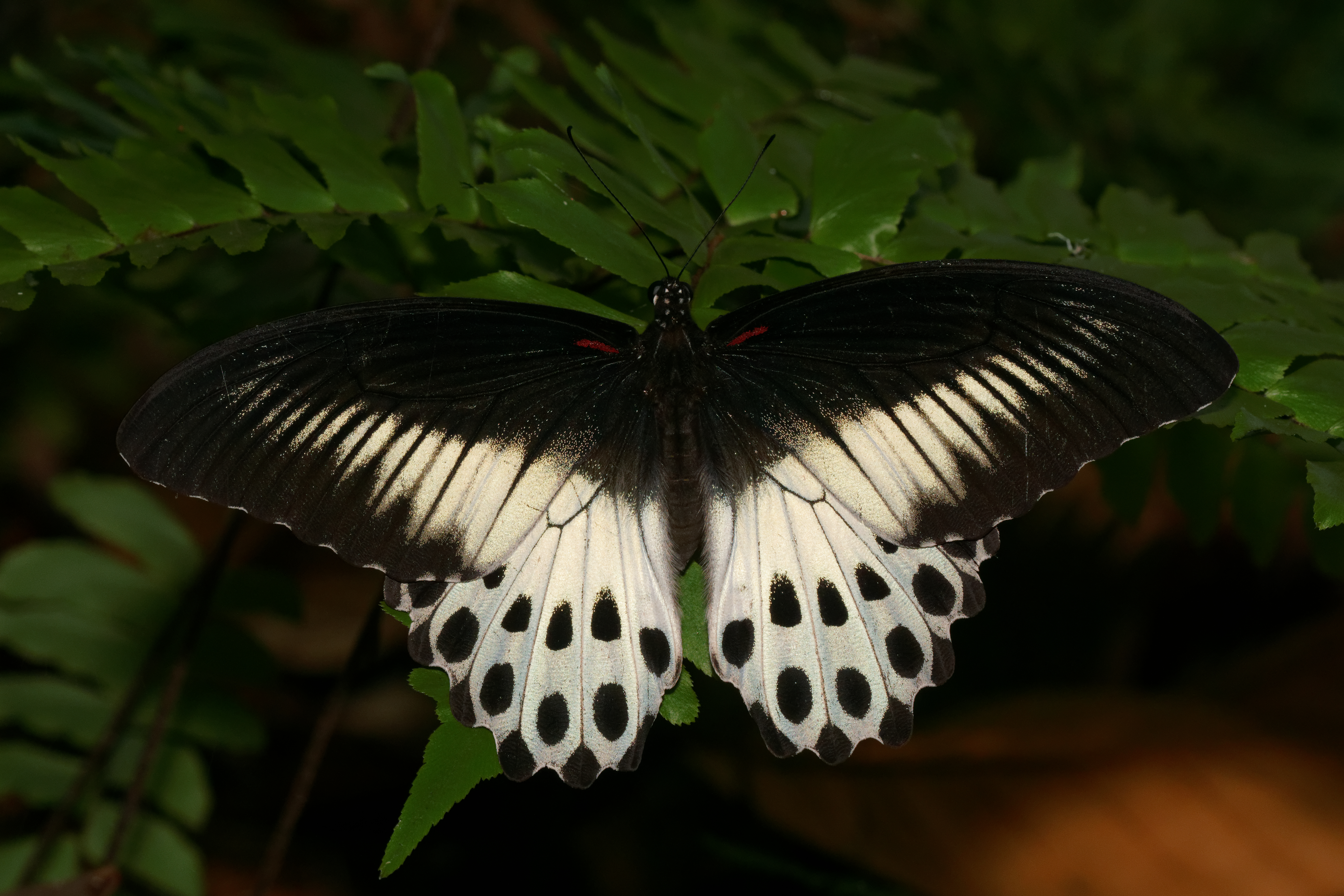
Espécimen hembra con veta carmesí en la parte superior del ala anterior

La hembra es muy similar, pero las rayas internervulares en el ala anterior se extienden hacia la celda tanto en la parte superior como en la inferior. Ala posterior: el área azul pálido en la parte superior y el área gris correspondiente en la parte inferior más pálida. En algunos especímenes hay una raya carmesí corta y difusa en la base de la celda en la parte superior del ala anterior .

## Área de distribución
Esta especie es endémica de India y Sri Lanka. En India está restringida a los Ghats Occidentales, India del Sur y la costa este. Ha sido grabado tan lejos al norte tan Gujarat. A menudo se la puede ver incluso en los jardines y, a veces, en medio del tráfico intenso en grandes ciudades como Bombay, Pune y Bangalore. Mark Alexander Wynter-Blyth la registró en Madhya Pradesh, Jharkhand, Bengala Occidental, Sikkim y Kerala.

## Estado
Es común y no se cree que esté amenazado. Pueden verse durante todo el año, pero es más frecuente durante el monzón e inmediatamente después.
En Sri Lanka, las poblaciones de Papilio polymnestor se han expandido gracias al incremento en la disponibilidad de sus plantas alimenticias (familia Rutaceae) debido a la modificación de los paisajes.

## Hábitat

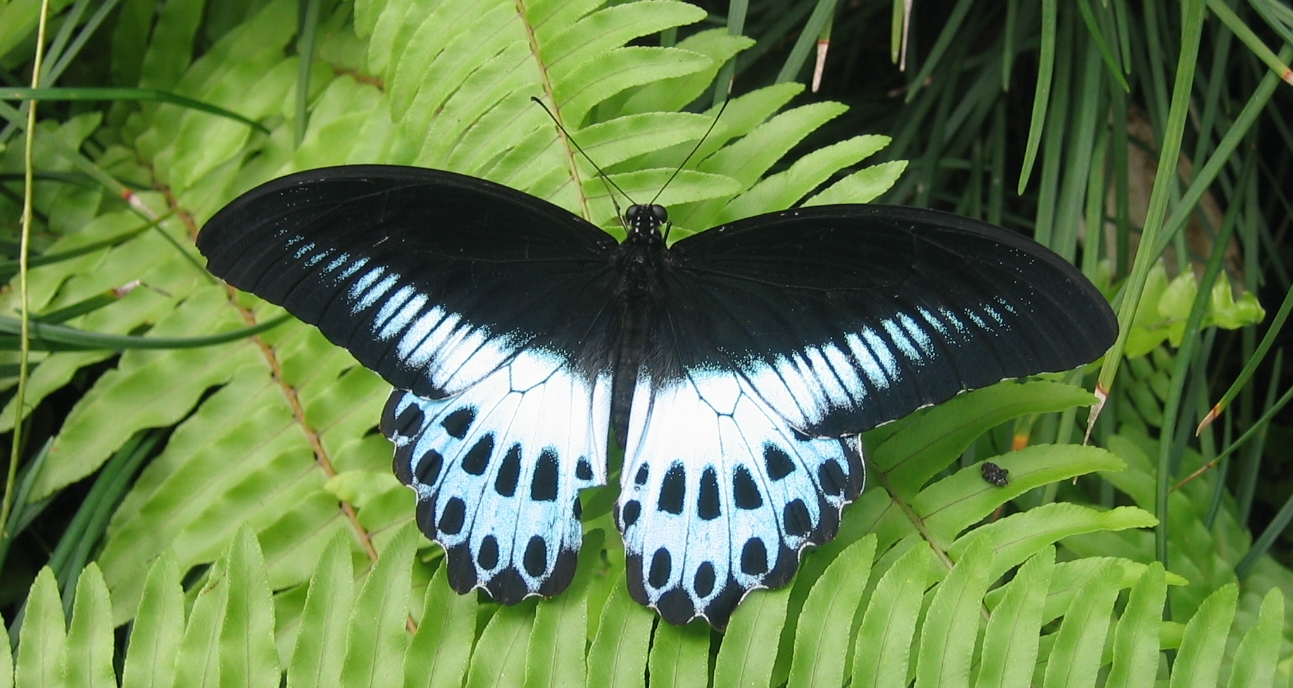

La mariposa es más común en áreas de fuertes lluvias, como los bosques de hoja perenne. También es común en bosques caducifolios y áreas urbanas boscosas, principalmente debido al cultivo de sus plantas alimenticias, es decir, las especies de cítricos.

## Hábitos

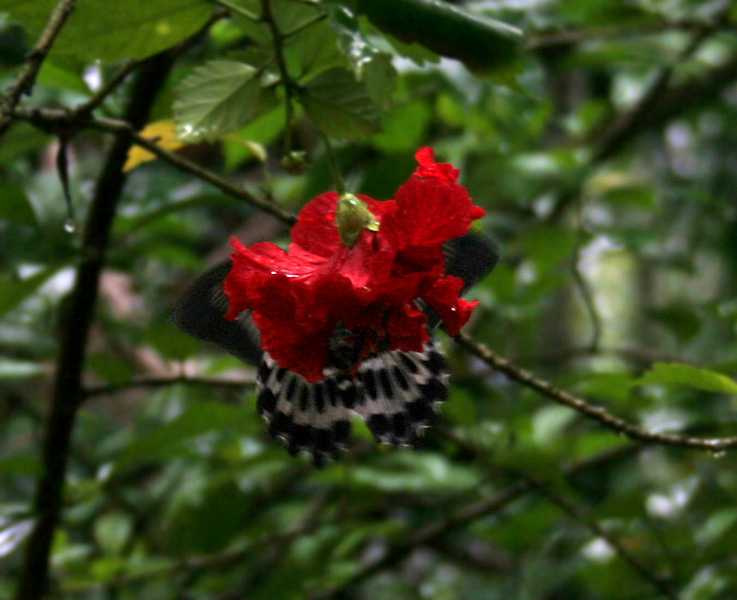
Libando néctar de un hibisco en Goa, India

Esta mariposa frecuenta caminos forestales y arroyos. El macho es aficionado al sol y evita la sombra. Frecuenta flores, especialmente las de las especies Mussaenda frondosa, Ixora coccinea  y Asystasia gangetica y las del género Jasminum. Periódicamente incursiona en zonas de bosque más denso, especialmente donde se encuentran plantas de la especie Atalantia, en busca de hembras para aparearse. Tiene un vuelo unidireccional rápido y con frecuencia cambia de rumbo, saltando hacia arriba y hacia abajo en su trayectoria de vuelo. Es difícil de atrapar. Se sabe que suele tomar el sol y participar en encharcamientos, y que tiene una mayor tolerancia a otras mariposas y humanos mientras absorbe la humedad rica en minerales. Es conocido por visitar excrementos de animales.
El mormón azul ha sido registrado como un polinizador de cardamomo.

## Ciclo de vida

### Huevo
Los huevos son puestos de a uno en las superficies superiores de las hojas de plantas rutáceas a unos tres metros del suelo. El huevo recién puesto es esférico y de color verde claro, pero con el tiempo se oscurece y se torna amarillo anaranjado.

### Oruga
La oruga recién nacida hace de la cáscara del huevo su primera comida, y luego descansa sobre una cama de seda que gira por sí misma cerca del borde de una hoja. La pequeña oruga imita al excremento de un ave con su cuerpo verde oliva y marcas blancas parecidas a los cristales de ácido úrico. El brillo mejora su parecido con excrementos frescos. Si bien es de tamaño pequeño, este camuflaje permite que la oruga descanse en el centro de una hoja y mordisquee los bordes. Luego, a medida que crece, debe mantenerse en las ramas y el envés de las hojas, excepto cuando se está alimentando de hojas. Se mueve en forma lenta y vacilante. Tiene un hábito único de asegurar su equilibrio tejiendo seda sobre el sustrato.
La oruga se puede distinguir de la del mormón común, a la cual se asemeja, por su tamaño más grande, cabeza verdosa y una veta azul en el ocelo en los segmentos 4 y 5. Tiene un osmeterio rojo intenso.

### Pupa
La pupa también se parece a la del mormón común, pero es mucho más grande y se puede distinguir fácilmente por los pliegues prominentes en el lado inferior de la protuberancia abdominal.

## Galería

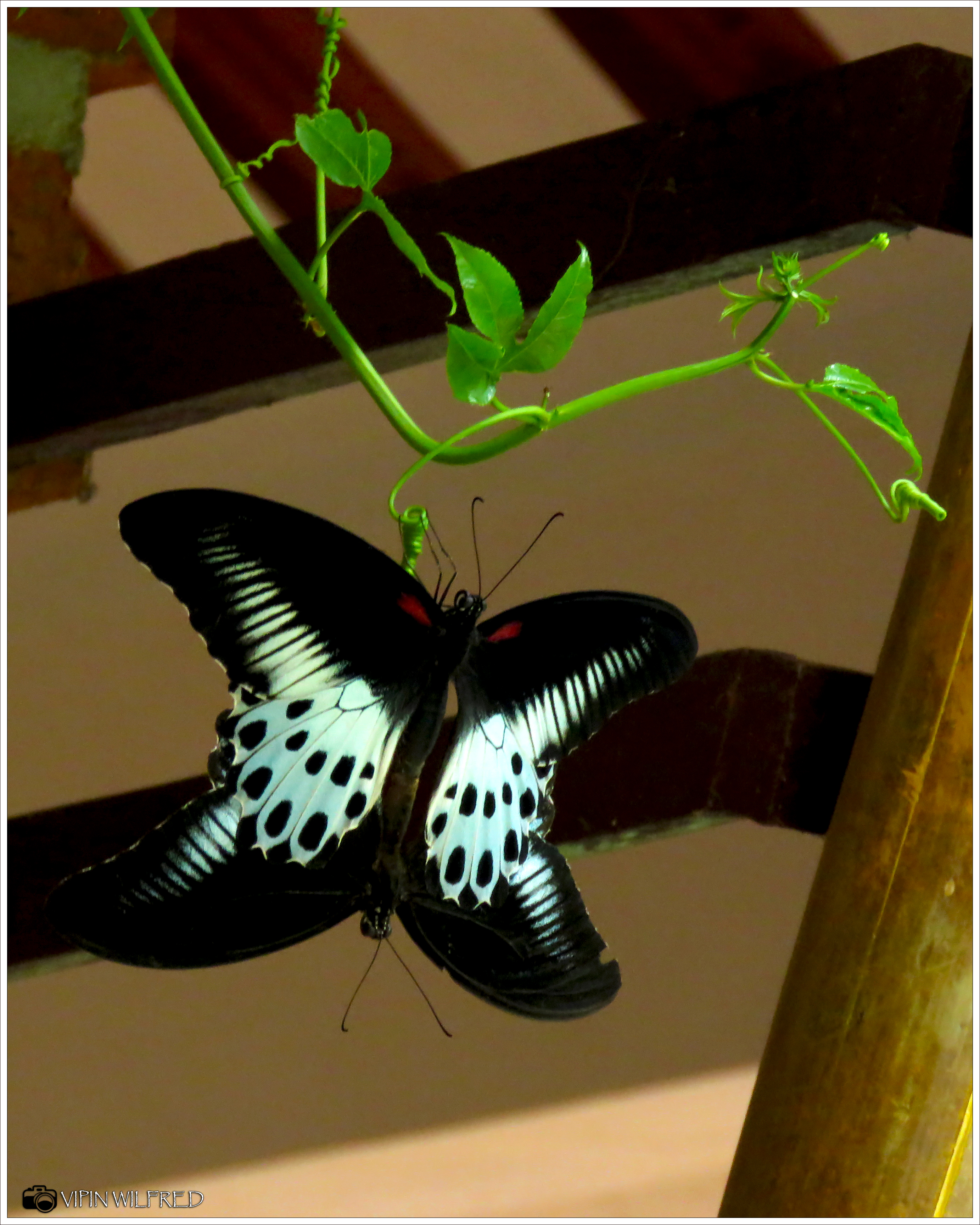
Pareja en cópula
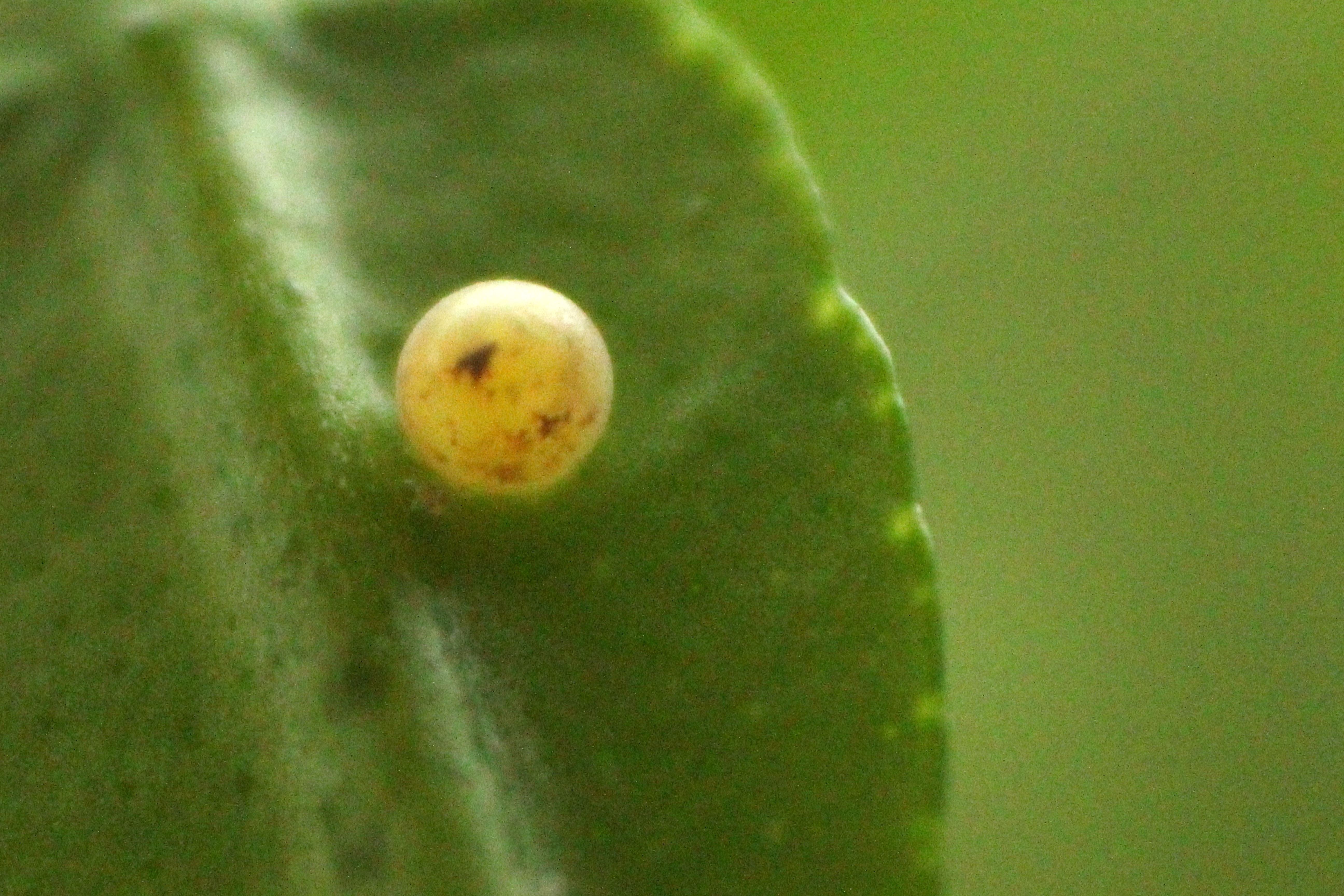
Huevo
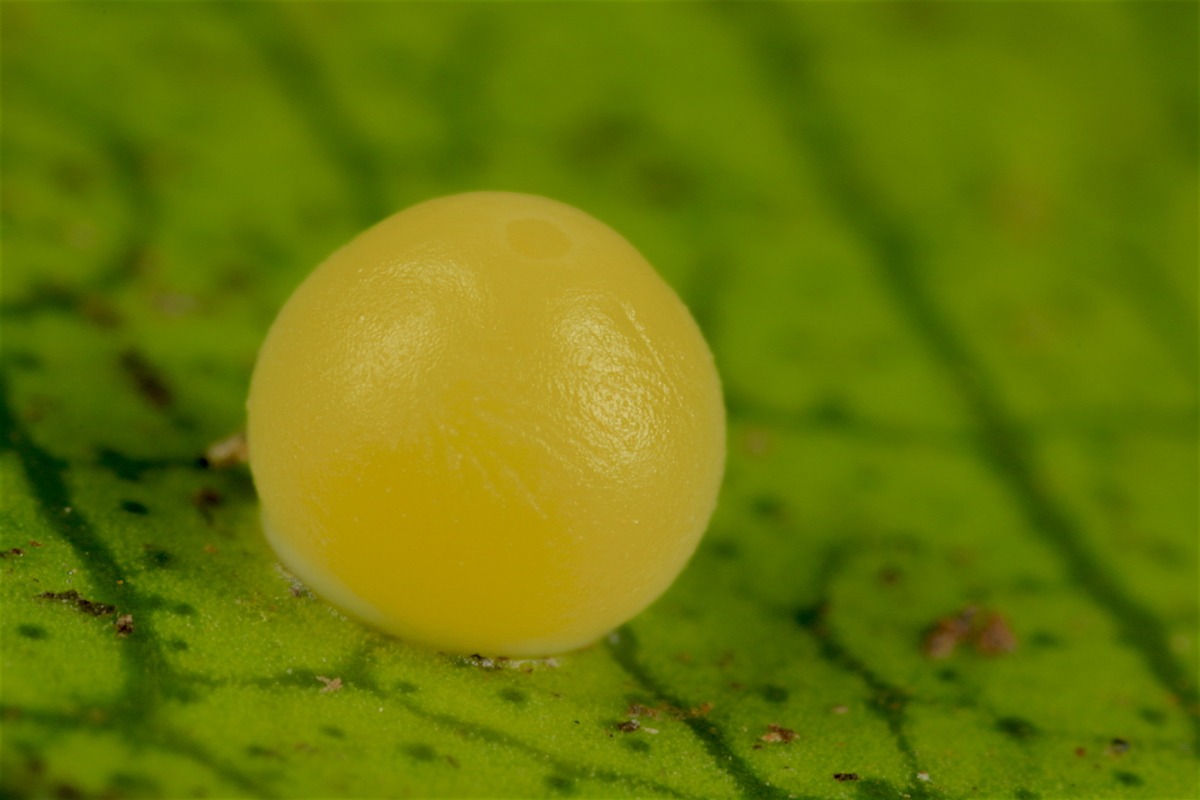
Huevo
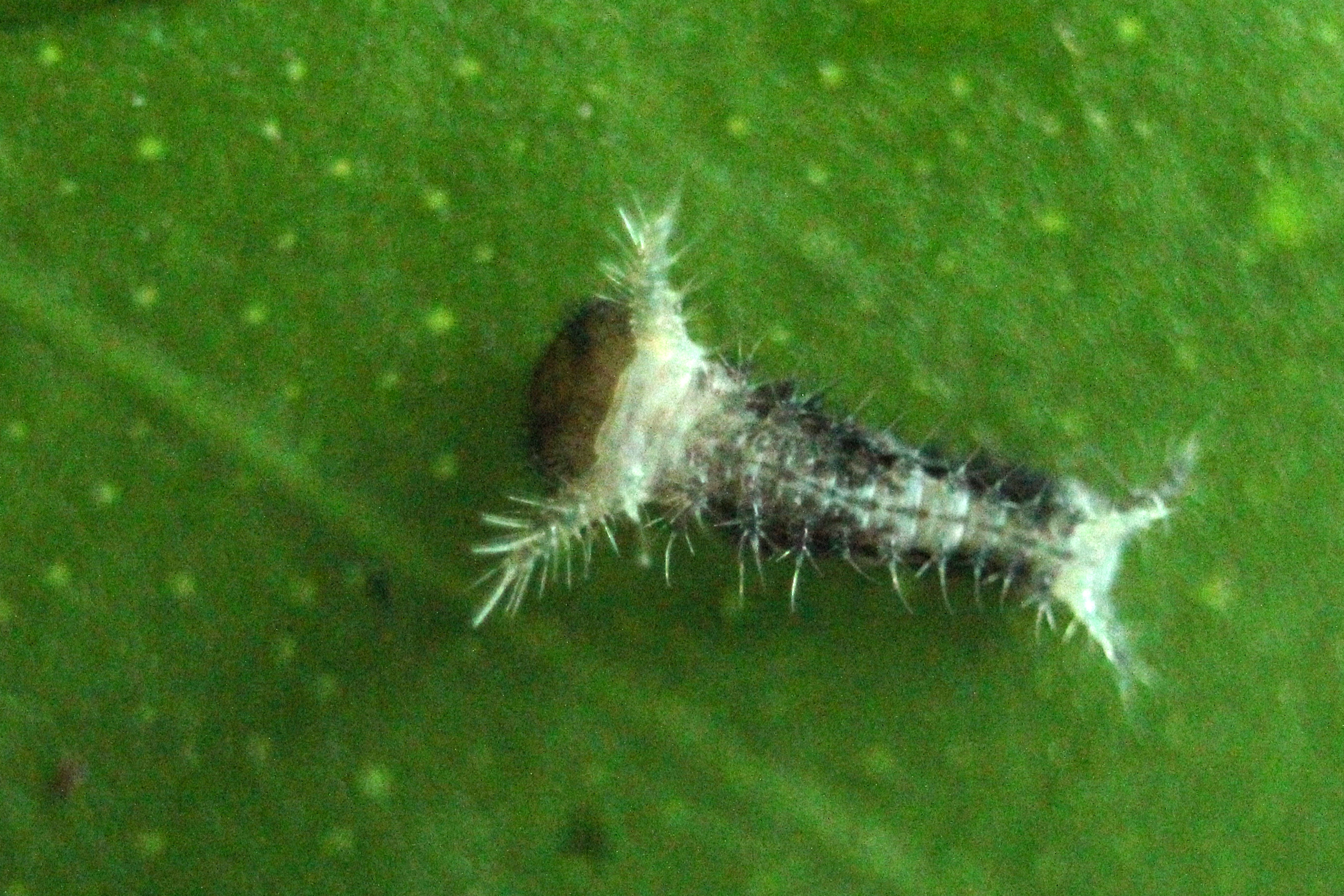
Oruga (primer estadio )
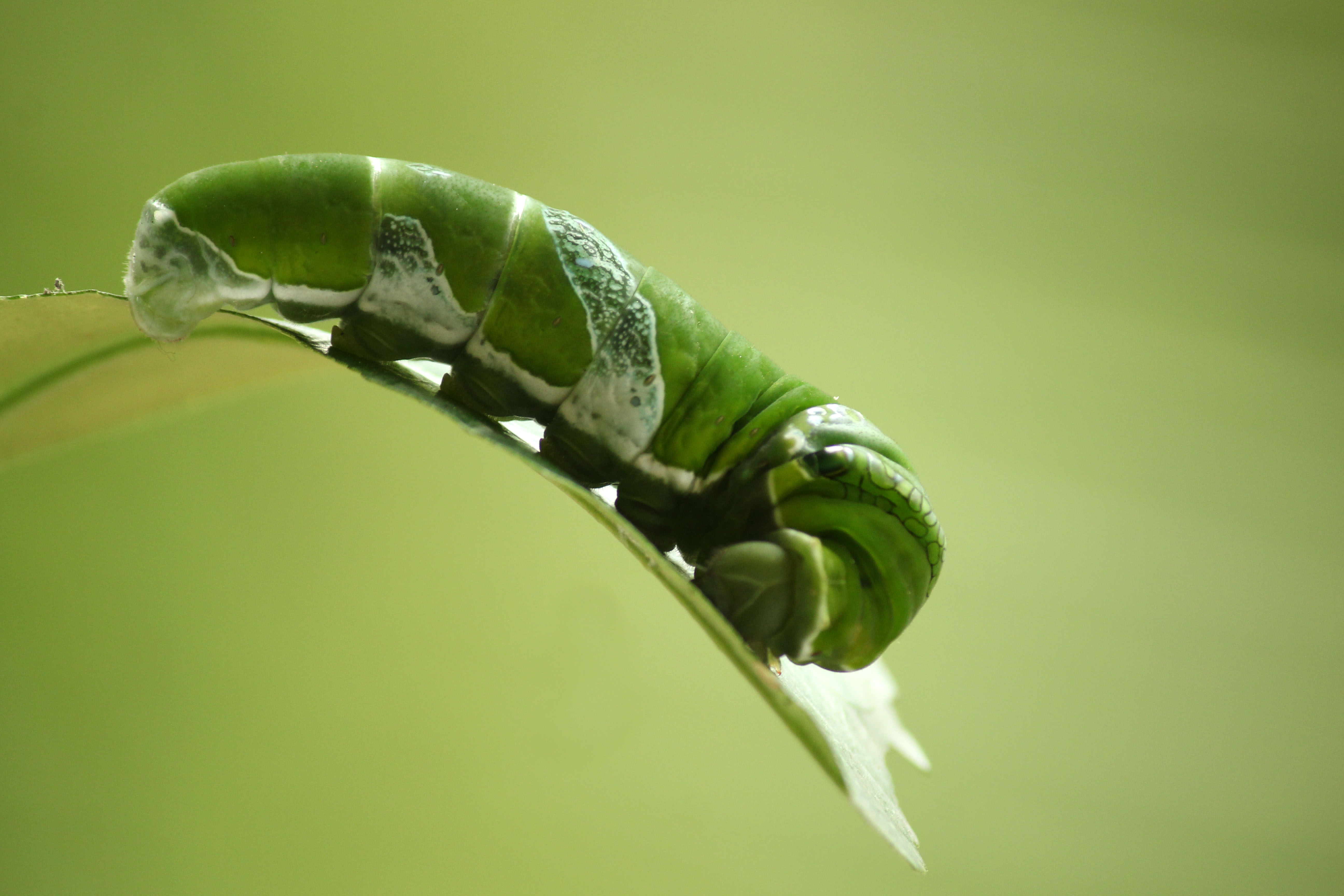
Oruga (estadio más avanzado)
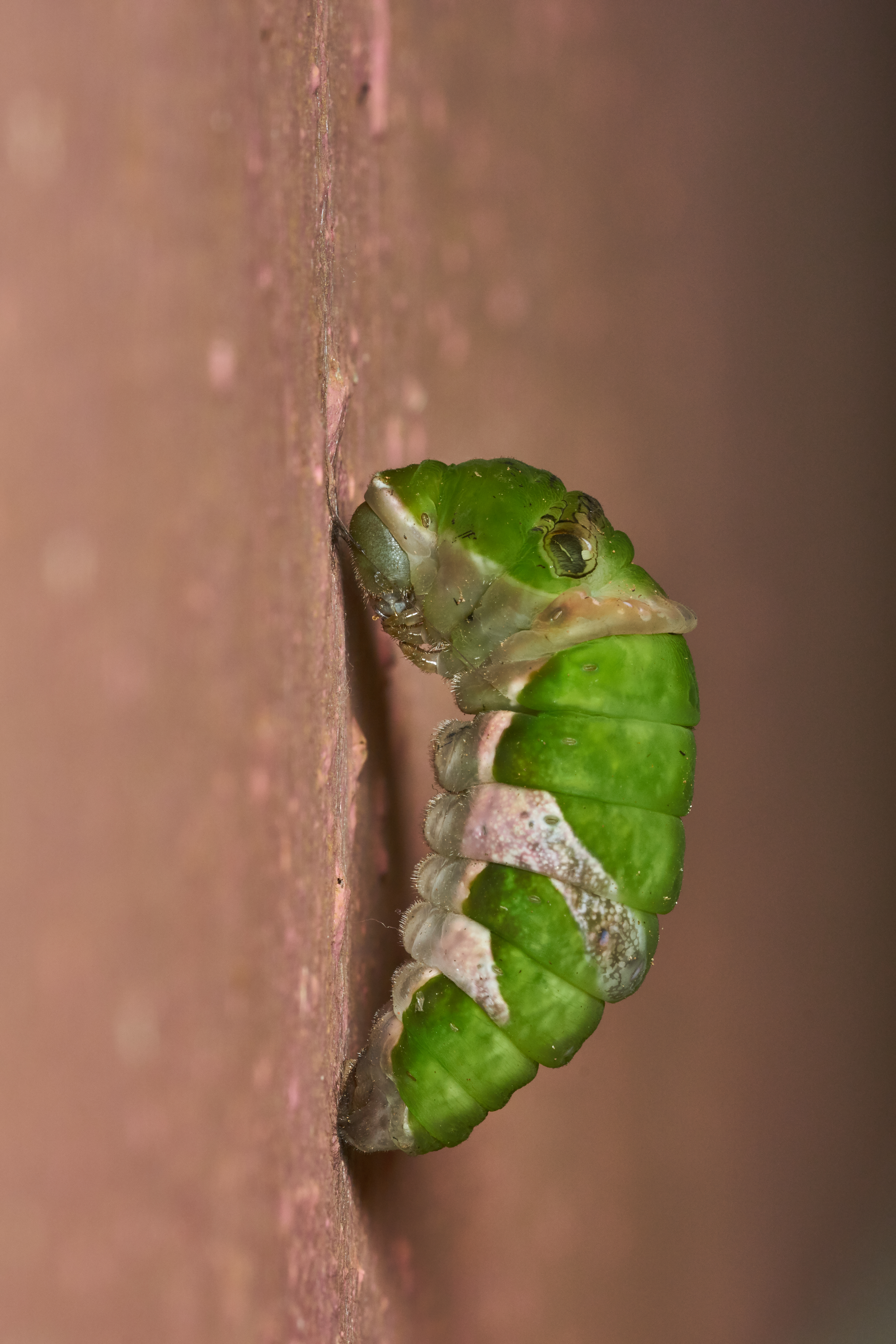
Prepupa
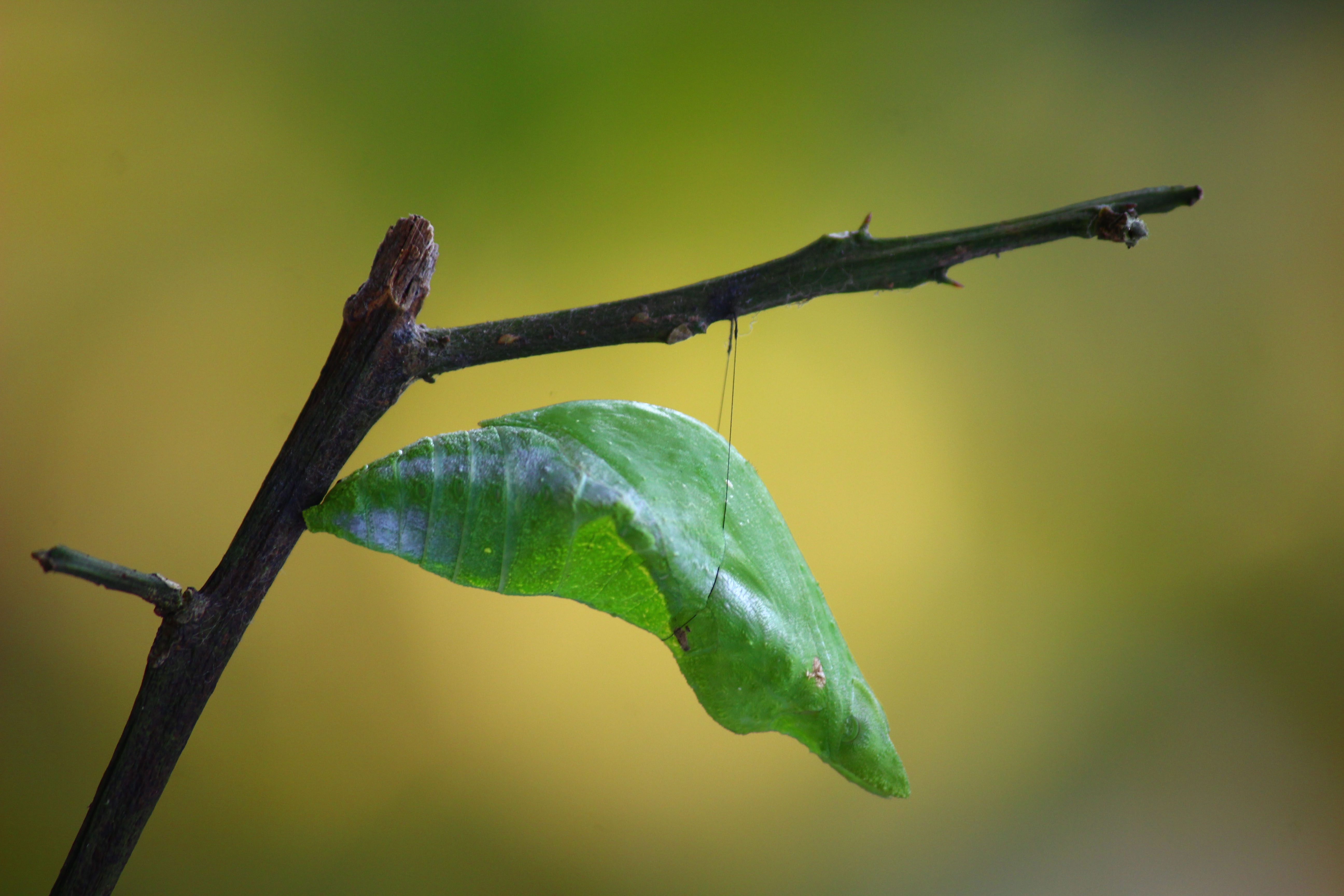
Pupa
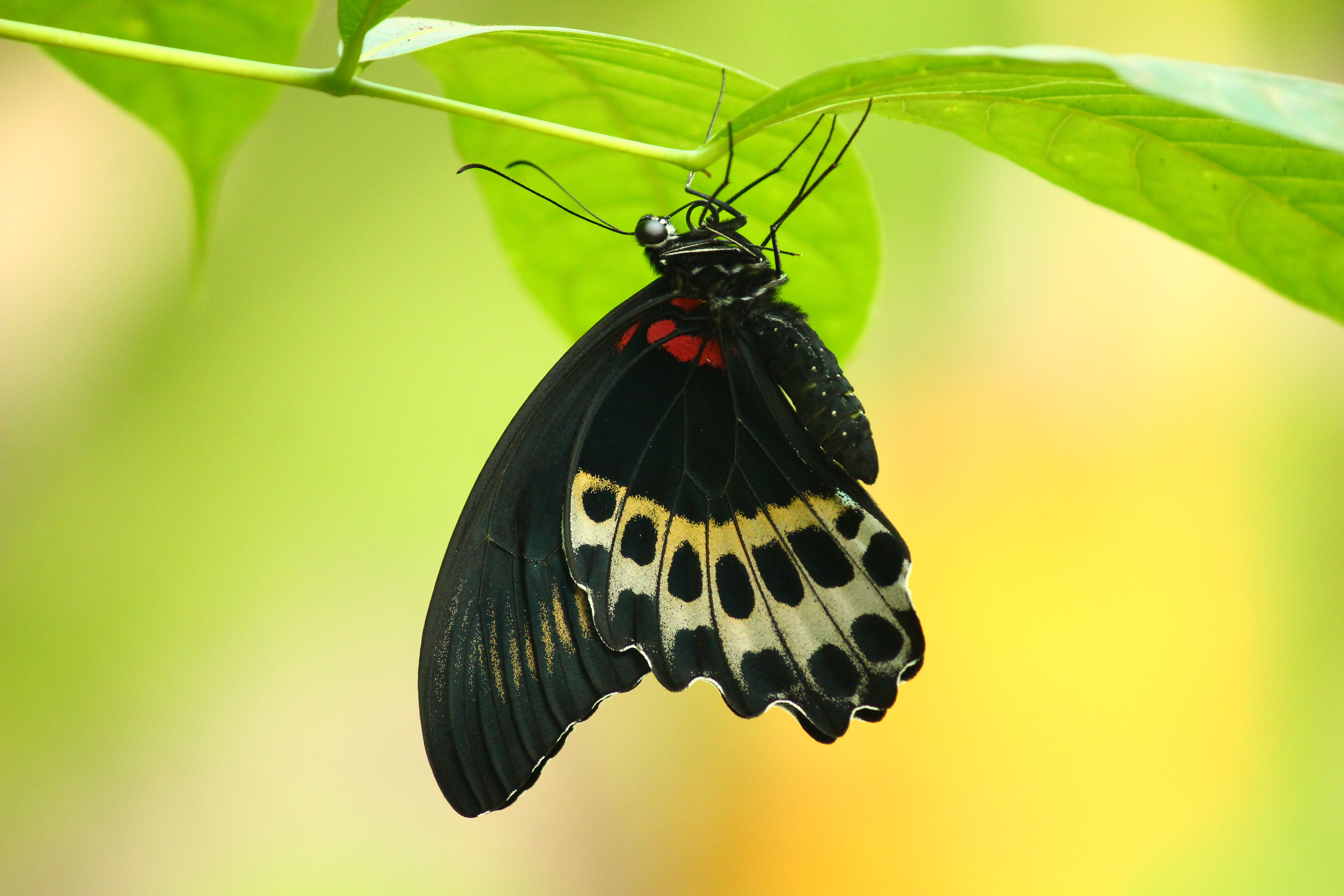
Recién surgido

## Plantas alimenticias
La larva ha sido registrada alimentándose de pequeños árboles de bosque de rutáceas y arbustos grandes. 
La lista de plantas alimenticias incluye:
- Atalantia racemosa y Atalantia wightii[9]
- Glycosmis arborea
- Paramigyna monophylla
- Citrus maxima
- Citrus limon
- Otros cultivares de cítricos.

## Reconocimiento
En junio de 2015 el mormón azul fue declarado como la mariposa del estado de Maharashtra, con lo cual este estado se convirtió en el primer estado indio en tener una mariposa estatal.